# バニャムレンゲ
バニャムレンゲ(Banyamulenge)は、
コンゴ東部南キヴ州のウヴィラ(Uvira)、
フィジ(Fizi)地域に居住するツチ系の小集団である
。
(ウヴィラはタンガニーカ湖北端の西岸にある町で、
ブルンジの首都ブジュンブラに対してコンゴ・ブルンジ国境をはさんで
対称的な場所に位置する
。
フィジは、ウヴィラから南へ約100km下ったタンガニーカ湖西岸に近い町で、
タンガニーカ湖西岸の半島のように突き出た地域付近にある。
湖岸からは数10キロ内陸にある
。
東部コンゴの詳細な地図が必要な場合は、文献の付録を参照せよ。)
平野部から離れた高地に住んでいて、居住地域周辺以外ではその存在をあまり知られておらず、
政治的にも事実上無視された存在だったが、第一次コンゴ戦争の時にルワンダの旧ザイール侵攻のカモフラージュ役として
戦争を主導したため世界的に名を知られるようになった。

## 概要

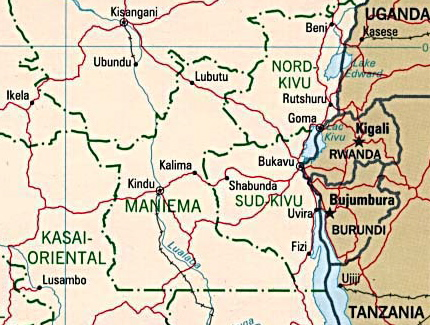
コンゴ民主共和国東部の地図

狭義の意味のバニャムレンゲは上記の集団を指して使われているが、
1990年代以降の東部ザイール・コンゴでの紛争以降、一般的には
より広くザイール・コンゴ国内在住のルワンダ人を指して使われることが多くなってきた
。
バニャムレンゲとよく似た言葉で、ムニャムレンゲ(Munyamulenge)が
使われることがあるが、前者が複数形、後者が単数形という違いがあるだけである
。
バニャルワンダ(Banyarwanda、「ルワンダ人」を意味する複数形の名詞。
北キヴ州に住むルワンダ人や1959年以降コンゴに流入してきたルワンダ人難民を指して使われている。)と共に、
バニャムレンゲをコンゴ国民として認めるかという問題をめぐって、
旧ザイール時代から国内で論争が絶えない。
バニャムレンゲは自分たちがコンゴ国民であると主張し続けているが、
一般には外国人であると見なされている
。
北キヴ州ではバニャルワンダの割合が大きく
、
政治的にも大きな存在であり、エリートやビジネスで成功した者が多いのに対して
、
南キヴ州に住むバニャムレンゲは全くの少数勢力で、
政治的にもキンシャサ政府との
結びつきはなく、貧しく、教育を受けた者の数も少なかった。

## バニャムレンゲの語源・起源
バニャムレンゲとは、「ムレンゲの人たち」という意味である

。(ムレンゲは後述するように土地の名前で、ウヴィラの西側の高原地帯にある。)
牧畜で暮らしており、ルワンダ語を話す。
同じツチ系住民であっても、後述する1964年の暴動を支持した
バニャルワンダと自分たちは違うということを政治的に
主張するために自ら「バニャムレンゲ」を名乗るようになった
。
同時に、自分たちが外国人ではないと主張する目的もあった。
現在のコンゴ東部にある南キブ州に住む小集団で、
一般的にはコンゴが植民地化される前にやってきたと考えられている。
ただ、その時期についてははっきりしておらず文献によって異なる。
19世紀
あるいは1880年代
と書くものもあれば、
17世紀、
あるいは18世紀から19世紀と書くものもある
。
一方で、バニャムレンゲがコンゴにやってきたのは、コンゴが植民地化された
後のことであるという主張の研究もある。
南キブ州にやってきたのは、19世紀の終わりころのことである
。
最初は、フレロ族支配地域(Chefferie des Bafulero)のレメラ(Lemera)周辺に住み着いたが、
その後更に西の高地へ進み、1881年から1884年には
ヴィラ族支配地域(Chefferie des Bavira)のガリエ(Galye)にたどり着いたものもいた。
この年(コンゴが植民地化された1885年以前であるという点)
とたどり着いた場所は、後年政治問題化した、
バニャムレンゲがコンゴ国民として法律で認められるか
どうかに関係しており重要である。
第一次コンゴ戦争が勃発する以前は、ブカヴから南に離れた高地に定住していた
。
バニャムレンゲの起源については、
ルワンダに住んでいた者が移住した家系もあれば、ブルンジが起源であると
するものもあり、一定ではない。ルワンダが起源の家系の説明では、
ルワンダのムワミ、ルワブギリ(Rwabugiri、1853-1895
)の虐待から逃れるために
19世紀後半になってルワンダを脱出したというものや、それ以前のムワミによる弾圧から
逃れてきた、あるいは1896年のルクンシュ
(Rucunshu)・クーデター後の抑圧を逃れてやってきたという。
(1895年にルワブギリが死去した後、王位をめぐる政争が内戦に発展し長期化した
。
これは、ルワンダやブルンジでは公には王が後継者を指名しないことが伝統になっていたことが原因である
。
2つの家系、アベエガ(Abeega)家とアバニギニャ(Abanyiginya)家の間で内戦が展開され、
1896年にアベエガ家がクーデターに勝利した。
このクーデターでアバニギニャ家や、親アバニギニャ家の者が多数虐殺され、難民となって北部や東部へ逃げ出していった
。
ルクンシュという名は、ルワブギリが埋葬された場所にちなんでいる。)
バニャムレンゲの大部分はルワンダ起源のようだが、一部にはブルンジ起源の者もいて、
その他にも、シ族(Bashi)が起源の者やコンゴ自由国時代の
「テテラ族(Batetela)の反乱」で奴隷となった者が起源の者もいた
。
いずれにしても、バニャムレンゲの数は少なく、大部分はツチ族、
一部はフツ族だったが、このフツもやがてツチへ変わっていったため、
グループ内の社会的緊張は消えていった。
なお、1959年、1964年、1973年にはルワンダ人難民がバニャムレンゲの共同体に流入している
。
植民地時代の資料や口伝から言えることは、バニャムレンゲは、現在の
ウヴィラ(Uvira)地域に住んでいたフレロ族Fulero
(フリロ(Fuliro)、あるいは
フリイル(Furiiru)と言われることもある)の
ムワミの支配下にあったということである。
フレロのムワミはルワンダ人に土地を貸し、
その代わりにムワミに家畜を貢物として献上することで

当初、両者の関係は良好だった。
こうして、ルワンダ人は標高1,800メートルにあるムレンゲと呼ばれる土地に
定住するようになった。
ムレンゲはこれらルワンダ人にとって事実上の首都のようになり、
低地に住むフレロはこのルワンダ人をバニャムレンゲと呼ぶようになった
。
これがバニャムレンゲという名のそもそもの由来である。
しかし、1924年ころにフレロのムワミ、モコガブウェ(Mokogabwe)
が見返りとなる家畜の数を増やした

ため両者の関係は悪化した。
1970年代にバニャムレンゲを調査したJ.デペルシン(J.Depelchin)によれば、
この時以来、バニャムレンゲはフレロを信用できない部族だと考えるように
なったようだという。

## イトムブウェ山への移住後・周辺住民との不和
バニャムレンゲはベルギー当局に願い出て、フレロの首都だったレメラ
(Lemera)からさらに遠いイトムブウェ(Itombwe)山へ
移住する許可を得た。
イトムブウェはルジジ(Ruzizi)平野の上にあり、標高は約3000m程度
の高原である。イトムブウェは、
いもやとうもろこし、豆の栽培には適した土地であるが、
通常の農耕は行えず、バニャムレンゲは
牧畜で生活をした。
バニャムレンゲはイトムブウェへ移動したため、もとのムレンゲにツチ族はいなくなり、
代わって、ヴィラ族が住むようになった。
移住するとバニャムレンゲはただちに周辺住民と軋轢を起こすようになった
。放牧した家畜が周辺の農地を荒らしたことや
、ツチ族が家父長的であったり、

食べ物が違う、自分達に固有の神話を持っているなど周辺住民と習俗が違ったり
自分たちの風習を固持し周辺住民と交わろうとしなかったこと
などが原因である。
移住した当初は自分たちで農耕を行っていたが、しだいに
周辺のフレロをフツ族のように扱おうとし始め、農耕はフレロに行わせ、
自分たちが育てた家畜を道具にして経済的支配を始めるようになった
。ただ、ルワンダ本国のツチ族とは異なり、
バニャムレンゲは自分たちの土地を持っていなかったため、フレロをフツ族と
同じ地位に置くことはできなかった。
特に、バニャムレンゲの混交のやり方に周辺住民は不満に思っていた
ようである。
バニャムレンゲは周辺住民と交わることを嫌い、
同族内での結婚を望む者が多かった。
また、特に婚資の問題から、非常に裕福なフレロの男性でないとルワンダ人との結婚が
難しかったことなどから、混交はあまり起こらなかった。
しかし、第2、第3婦人を娶ろうとする場合は、ツチ族以外の女性を
迎えることが多く、その間にできた子供は、ツチ族の間にもうけた
子供よりも低い身分に置かれるなど差別的に扱われたことが
嫌われたらしい。
一方、バニャムレンゲは他部族から差別の対象になった
。
「ボー(Bor、ペニスあるいは物を意味する、
この地方のスラング)」
と呼ばれたり、ブルンジでは「カジュジュ(kajuju、
この地方に生えるキャッサバに似た植物。
キャッサバと違って食べられない。)」と呼ばれたりした。
バニャムレンゲは、この地域の他の部族と異なり割礼の風習がなかったため、
「カフィリ(kafiri、『皮かむり』という意味)」とも馬鹿にされ、強い屈辱感を
感じた。
「バニャムレンゲ、ルワンダへ帰れ」という歌やその替え歌ではやし立てられたり、
「RRR(Rwandas return to Rwanda、ルワンダ人はルワンダに帰る)」と
呼ばれることもあった。
一方で、バニャムレンゲは自分たちの土地の権利、自治の権限を
要求し続けた。これが、彼らの政治・宗教における主要な関心事だった
。
植民地時代にベルギー当局は、一時期
バニャムレンゲを長にして、周辺地域の他部族をその管理下に置いたこともあったが、
1952年にはそれを解消している。
後年発生した、バニャムレンゲと周辺住民との対立の大部分は、このような
ベルギーの首尾一貫しない政策に起因するという。
一方で、
1944年、ヴィラ族支配地区(Bavira chefferie)内の
バニャムレンゲを1つの支配地区にまとめる要求を出したが、ベルギー側に
拒絶された。
ベルギーがバニャムレンゲの自治権を拒絶し続けたのは、
権利を認めるとバニャムレンゲが周辺部族を排除し始めることを恐れてのことだった
。
ザイールとして独立した後間もなくの1961年には、バニャムレンゲの自治
を再び持ち出し、ヴィラ族支配地区内のビジョンボ
(Bijombo)を1つのグループ(groupement)として
認めるように訴えたが、これも拒絶され、より下位の
sous-groupementとしてのみ認められた。
1969年には、ビジョンボの長としてムニャムレンゲを選んだところ、
それをめぐって解任、再任騒動が持ち上がるなど
自治をめぐる問題は今日までトラブルになり続けている。
1960年にベルギーから独立した際、
バニャムレンゲはフレロから、ヨーロッパ人と同様、故国へ帰るようにと求められた
。
同様の現象は、旧ザイールの他地域
(ルジジ谷(Ruzizi valleyのルンディ(Rundi)族)、
あるいはルバ-カサイ(Luda-Kasai)のルルア(Lulua)族、
ルンダ(Lunda)族)でも生じている。
当初、経済的に搾取された存在であっても、フレロはバニャムレンゲとの
友好関係を優先して物々交換を続けた。
しかし、年月が下るにつれ、
フレロは耕作地の減少に悩まされるようになったため、
隣人であるバニャムレンゲとの友好関係の維持よりも、
自分たちの収益の増大に目を向けざるを得ないようになった。
自分たちの余剰作物を市場で売買するほうがバニャムレンゲとの物々交換よりも
有利になったため、フレロは1972年までにはバニャムレンゲとの交易をやめるようになった
。バニャムレンゲは
食料に困るようになり、特に1964年に発生した暴動で家畜を失い
、
自分たちで農作業を行うか、労働者として
裕福なフレロに雇われる身になった。
これは、バニャムレンゲにとって屈辱的なことであったようである。

## 代理戦争に巻き込まれる
1964年は、バニャムレンゲと周辺コンゴ住民との間に決定的な
軋轢を生むことになった年である。1964年初め、ルムンバ主義者が反乱をおこし、
南キヴ州をその根拠地とした。
彼らは南キヴ州で政治宣伝活動を行い、
自分たちのシンパを集め始める。(後にAFDLのスポークスマンに就任し
、ルワンダの支持で
コンゴ大統領に就任したローラン＝デジレ・カビラが南キヴから北カタンガに
渡る地域に派遣された。)
しかし、バニャムレンゲのほとんどの者は彼らの主張には共感しなかった。
それは、彼らの主張に従うと、自分たちの所有物である家畜をベンベ(Bembe、フレロと共に
バニャムレンゲ居住域の周辺部族の1つ)にただでやることにしか
つながらないとわかっていたからである。
少数のバニャムレンゲの若者はこの反乱に加わったが、主として、そうしないと
家族を守れないから、という消極的な理由からだった。
一時的ではあったが、キューバは部隊を送って反政府軍の支援を
行い、やがてこの反乱はキューバ対アメリカ合衆国の代理戦争の様相を
帯び始める。
チェ・ゲバラが参加した紛争がこのルムンバ主義者の反乱である。
(ゲバラは1965年4月にキューバを発ち、プラハ、カイロ、ダル・エス・サラーム、キゴマを
経由して東部コンゴにやってきた。)
1966年、この反乱はルジジ(Ruzizi)平野とウヴィラ(Uvira)で
ジャン・シュラム(Jean Schramm)の傭兵部隊と政府軍に敗退し、
オー高原(Haut Plateau)まで退却した。
反乱軍の多くはフレロ、ベンベ、ヴィラ族出身の者だったが、
撤退した地域でバニャムレンゲに税金をかける、あるいは家畜を略奪した
。
反乱軍は毛沢東主義を信奉していたが、彼らは、家畜を持っているものは
裕福な者で、したがってブルジョアであるという論理を振りかざして
、バニャムレンゲから収奪した。
数千人のバニャムレンゲがタンガニーカ湖岸まで逃げたが、
暑い気候になじめずマラリアや栄養失調で多くの者が亡くなった
。困ったバニャムレンゲは、ザイール国軍
(FAZ, Forces Armées Zairoises)に
助けを求めた。また、少数ながら反乱軍に
参加したバニャムレンゲの若者が、バニャムレンゲが逃げられるよう回廊を
作るためにザイール国軍に協力したことから、反乱軍はバニャムレンゲを裏切り者と
見なした。
この頃からルムンバ主義者たちの反乱は、共産革命から、
反キンシャサ政府を掲げる、カタンガ州独立の戦争に変質した
。裏切り者とみなされて、
バニャムレンゲの村は反乱軍から攻撃され、数十人のバニャムレンゲが
教会に閉じ込められて虐殺された。
これに対抗して数百人のバニャムレンゲがザイール軍に入隊、
反乱軍をオー高原から撤退させた。
この地域から反乱軍に参加した者の多数は、バニャムレンゲの隣人である
ベンベだったことから、その緊張の度合いは高くないものの、
両者の間に怨嗟の感情がこの後も長いこと続いた
。
同様にバニャムレンゲも、カビラ軍によって家畜を略奪されてことを後年になっても
恨み続けた。
バニャムレンゲは、カビラに
「牛の乳首を切る奴」というあだ名をつけた。
この事件後、政治的状況がバニャムレンゲに有利になったため、
1部はより南方のカタンガ州北部のモバ(Moba)、カレミエ(Kalemie)まで進出、
また、ルジジ平野へ下り、そこでルンディ族に混じって首長になる者も現れ、
ブカヴやウヴィラで働く者も出てきた。
カビラ軍による戦争は基本的には南キブ州にとどまり北キヴ州へ
波及することはなかったが、
バニャルワンダを処罰したり、不法に
土地を取り上げるための口実として利用された。
このため1965年には限定的ながら、北キヴ州でも暴動が発生した。

## バニャムレンゲの国籍と政治問題化
カビラによる反キンシャサ政府戦争の後、モブツはバニャルワンダを
政治的に利用可能な勢力として用いるようになり、特に
1967年から1977年までの10年間、ルワンダ難民のツチ、Barthe'lemy Bisengimanaを
大統領府のトップに据えて重用した。
この間の1972年1月にビセンギマナは、ザイール内のルワンダ人の国籍を認めさせる
法案を革命人民運動(Mouvement Polulaire de la R'evolution, MPR)の政治部局にかけ、
後に法律化することに成功した。
しかし、ビセンギマナが失墜した1977年には既に、この法律を変えようとする
強い圧力があり、実際、1981年6月29日には新たな法案が通った
。
この法律では、多くのルワンダ人から遡及的にザイール人としての国籍を剥奪することを認めており
、
コンゴ自由国が成立した1885年8月以前にザイールに住んでいた部族の末裔であることを
証明できない限りザイール国籍を取得できなくなった。
この国籍をめぐる政治的駆け引きは、南キヴ州のバニャムレンゲにも大きな影響を
与えた。
バニャムレンゲが地域の政治に深く関係し始めたのは、先述のカビラ軍による
反乱事件によってだが、国政に関係し始めるのは、1977年に、
ギサロ・ムホザ(Gisaro Muhoza)が下院議員に当選して以後
、また、
バニャムレンゲという言葉がザイール国内でも広く知られるようになるのも
これ以後のことである。
ギサロは、バニャムレンゲの自治区を作ろうと再び働きかけるが失敗に終わった
。
ギサロは1980年代初めに亡くなり、次にジョセフ・ムタンボ(Joseph Mutambo)が
1982年に立候補した。しかし、国籍が疑わしいとの理由で、キンシャサ政府によって
立候補名簿から削除された。
1987年にも2人のバニャムレンゲが選挙に立とうとしたが、
同様の理由で立候補できなかった。
これらは、1981年に成立した国籍に関する法律のためである。
1980年代後半になりその権力基盤が衰えだすようになると、体制への不満から目をそらさせるために
モブツは国内の異なる共同体同士が反目しあうように仕向けだした。

## 1990年代の大湖地方の混乱
1990年前後から、東部ザイールはルワンダの政情不安の影響を強く受け始めるようになった。
1989年から1990年にかけて、北キヴ州のフツは自分たちの利権を守るために
ヴィルンガ農業相互扶助共同体(Mutuelle Agricole de Virunga、MAGRIVIと略称される)を設立した
。しかし、
MAGRIVIは実際は、ルワンダ大統領ハビャリマナとその一族が組織したもので
、
農業共同体の見かけとは異なり政治的・軍事的な組織で、
親キガリを目的とするネットワークだった。
一方で、同じ時期、ルワンダ愛国戦線(FPR)はバニャルワンダ、バニャムレンゲから兵士を集めだすようになった
。同じく、MAGRIVIもフツから兵を募るようになった。
バニャルワンダは既に周辺部族と対立関係にあったが、これにより更に内部対立も深刻化した。
FPRに参加したバニャムレンゲは、ルワンダのために戦うのが目的ではなく、
今後予想される反バニャムレンゲの紛争に備えて軍事訓練を受けることが主目的だったが、
ザイール人からは、バニャムレンゲはルワンダのために戦っていると見なされ、
逆にバニャムレンゲはザイール人ではなく外国人であるとの見方を強めさせた
。
北キヴ州が1990年代初めから部族間で抗争し合い内戦状態にあったのに比較して
南キヴ州は比較的落ち着いていた。
しかし、1993年にブルンジ大統領ンダダイエが暗殺されたあとの政治的混乱でブルンジから
南キヴ州へ数万人の難民が押し寄せたことで状況は一変した
。
実際、この難民流入によって、ルジジ平野は国連難民高等弁務官事務所が難民に提供した白いテントで
雪が降ったように見えたという。
ウヴィラにはかなり人数のバニャムレンゲが住んでいたが、
バニャムレンゲはブルンジ難民から投石の嫌がらせや脅迫を受けるようになった
。これは明白にブルンジ難民のフツによるものである。
南北キブ州での大混乱は、ツチとそれ以外の部族との間に敵対感情をもたらした
一方、キンシャサ政府は自身の人気獲得のために、この反ツチ感情をあおった
。
冷戦終結後、アメリカ、フランス、ベルギーは、利用価値が小さくなったことから
モブツを見捨て始め、独裁制を放棄し、多党制による民主化を要求し始めるようになった。
結局、1997年には、ザイールでは初の多党制の下での自由選挙が行われることになった。
モブツはこの選挙で勝利するために、部族間の対立を利用した。
北キヴ州では、旧ハビャリマナ政権のビジムング将軍や
ルワンダ人難民と共同してフツ族と提携し、南キヴ州では
主要な部族、ベンベ、レガ、シ、フレロを見方につけようとした
。
ベンベ族らは歴史的に反モブツであったので、
彼らが嫌っていたバニャムレンゲ(1964年の暴動で政府側について以降、バニャムレンゲは
親モブツと考えられていた。)を攻撃材料に使って歓心を買おうとした
。
第一次コンゴ戦争が始まる頃には、
バニャムレンゲが攻撃されるのは時間の問題であるとの認識は、
南キヴ州では自明視されていた。
バニャムレンゲは自衛のため、キガリから武器を買い付けるだけでなく、
ザイール国軍の軍人からも買い付けた。
ヒューマン・ライツ・ウォッチも、バニャムレンゲが難民キャンプのインテラハムウェから
武器を買っているとの証言を得ている。

## 第一次コンゴ戦争前後

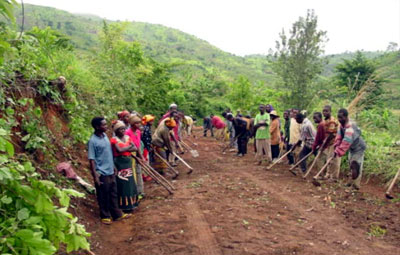
バニャムレンゲとフレロ族の混成グループが南キヴ州のレメラ・ムレンゲ間の道路を補修しているようす（2003年撮影）

1996年秋から始まった第一次コンゴ戦争前後のバニャムレンゲ関係の動きは
複雑で混乱している。この戦争以降、バニャムレンゲは戦闘・政府・軍に大きく関わる存在になった。
この項では、第一次コンゴ戦争のキープレイヤーであるコンゴ・ザイール解放民主勢力連合(AFDL)が結成された日までの動きを
列挙するにとどめる。
7月
第一次コンゴ戦争は1996年の10月に開始されたが、その数ヶ月前の7月初旬、ルワンダ副大統領(当時)ポール・カガメは複数のバニャムレンゲのベテランRPA(ルワンダ愛国戦線の軍事部門)を一般市民の服装をさせて南キヴ州へもぐりこませていた。FPRの部隊はイトムブウェ高原で、隠しておいた武器を回収し、旧ザイールへの侵攻の準備を整えた。ルワンダへ行き、RPAに入隊したり訓練を受けるようになるバニャムレンゲの若者が多数現れるようになり出した。彼らは、夜中にルシジ(Rusizi)川を渡ってブルンジへ入り、そこからガイドの手引きでルワンダ内の訓練キャンプに向かった。また、武器・弾薬を頭に乗せてイトムブウェ山に運ぶバニャムレンゲの部隊が見られるようになり、農民や商人は、山道で部隊に出くわすと道から離れた茂みの後ろに隠れねばならなくなり始めた。
8月
旧ザイール当局は、ミリマ(Milima、人権関連のNGOでバニャムレンゲの中で活動していた)の活動を禁止し、主要なバニャムレンゲの活動家を逮捕した。
9月
一方、8月31日から9月1日にかけての夜、この先遣隊をサポートするためにRPAの部隊がブルンジのシビトケ(Cibitoke)からザイールへ侵攻、夜明けになってキリンギエ(Kiyingye)村の近くのバナナの林に隠れていたところを、畑に行く途中の1人の女性に見つかり、ブシガ(Busiga)でザイール国軍と交戦状態になった。
9月9日にはウヴィラで反バニャムレンゲのデモが発生、ウヴィラは「死の町(ville morte)」だ、「外国人」は国外退去せよと叫んで、バニャムレンゲの家を襲撃、家財道具を奪った。デモは1週間続いた。その後、ザイール軍はバニャムレンゲの男たちを逮捕、一方で女性や子供は解放した。これは、ウヴィラの地区長シュウェカ・ムタバジ(Shweka Mutabazi)の指示によるものだと言われている。
バニャムレンゲの民兵とザイール軍の間での戦闘が伝えられるようになり、ザイール軍はウヴィラ周辺を「軍事地域」に指定、ゴマ・ブカヴ・シャバ・キンシャサでは軍が増強されたと報じられた。
9月13日ザイール政府は、バニャムレンゲを自国の軍に入隊させ、軍事訓練を施し、ザイールに侵入させて東部ザイールを不安定化させている、と主張してルワンダを非難、同時に、後衛用の基地を提供しているとしてブルンジも非難した。両国はともにこの非難を否定した。
バニャムレンゲはザイールから追放される、またはザイールから逃げ出して、ルワンダやブルンジへ流入し始めた。
10月
10月6日、ウヴィラ地区にあるレメラ病院(Lemera hospital)で虐殺事件が起きた。この事件は、バニャムレンゲの民兵が引きおこした、AFDLとルワンダ軍によるもの、あるいはブルンジ軍によるもののようである、と様々に言われていて真相ははっきりしない。その目的は、この病院で処置されていたブルンジ人フツを抹殺するためであったという。34人の患者と看護婦3人が殺害された。レメラ病院は、保護と引き換えにザイール軍兵士やフツ民兵の治療を受け入れており、殺された患者の大半は兵隊だった。近くのカトリック教会では、ザイール軍兵士数人の死体が外に放置されており、教会の中では、平服のカトリック神父2人が射殺体となって見つかった。
同日の10月6日、南キヴ州の州副知事ルワシ・ルワバンジ(Lwasi Lwabanji)(州知事と書く文献もある)はラジオ演説を行い、「高地にあるいくつかの村では、バニャムレンゲが日常的に民間人を処刑しており、その民間人は自身を守るため既に、素手やナイフで防衛している。時には、バニャムレンゲから武器を取り上げている。」、「私は、高地に住む住民に対し、湖岸へ降りてくるように求める。我々は、高地にとどまる者は全て反乱者と見なすつもりである。」と述べた。この時、記者からの「バニャムレンゲが自分たちの家財道具をまとめて退去するまでにどの位の猶予を与えるのか」という質問に対して、ルワバンジは「一週間あれば十分だと思う。」「6日だ。」と述べた。ルワバンジ自身は後に、バニャムレンゲの移住は彼らの保護が目的であり、移住先もルワンダではなく、ザイール国内であったと主張している。しかし、バニャムレンゲの全てが演説をラジオで直接聞いたわけではなく、口伝えでその内容を知る者もおり、伝わる内容は次第に演説とは異なるものになっていった。数日のうちに、「州副知事は最後通告を行い、6日以内に全てのバニャムレンゲがルワンダへ国外退去しない場合攻撃を開始する」という内容に変わって伝わってしまった。
同日、南キヴ州議員団は、ラジオ放送を通じて「海外勢力や国連が、ルワンダ・ブルンジの拡張主義者の野望を満たすために、ザイールに対してなたを振り下ろしている、国際社会が陰謀を仕組んでいる」との非難声明を出したり、「ルワンダ人、ブルンジ人、ウガンダ人、ソマリア人、それ以外にもエチオピア人」が攻撃を仕掛けていると述べるなど、憎悪による緊張は極度に高まっていた。放送では、最後に「地域住民による自衛行為の支持」を求めて終わったが、これは「バニャムレンゲを殺せ」という意味であった。
翌7日、国連難民高等弁務官の緒方貞子は「非常に深刻な治安状況」であると発表した。
10月10日、モンガ・アウンドゥ将軍(Monga Aundu)は、南キヴ州は戦争状態にあると宣言し、PRAを敵であると認めた。
10月13日バニャムレンゲは、ウヴィラ近郊のルニンゴ(Runingo)難民キャンプ(ブルンジ人の難民キャンプ)を攻撃し、4人を殺害、9人を負傷させ、1万9千人がキャンプから逃げ出した。
10月17日、RPAとバニャムレンゲの部隊が、ウヴィラ近郊の複数のブルンジ人難民キャンプを襲撃、31人を殺害し、4千人がキャンプから追い出された。
10月18日から20日にかけて、ウヴィラで大規模な戦闘が発生した。これに関して、バニャムレンゲがウヴィラにある難民キャンプを襲撃したと報じられたが、実際には、ブルンジとルワンダの通常軍による攻撃が大部分であったらしい。
文献では、18日、南キヴ州のレメラで、AFDL結成の署名が、デオグラシアス・ブゲラ(Deogratias Bugera)、ローラン=デジレ・カビラ、アンセルメ・マサス・ニンダガ、アンドレ・キサセ・ンガンドゥの4人によって交わされたと考えられている、と書かれているが、ブゲラに直接インタヴューした別の文献によれば、ルワンダ政府による主導のもとで実際はキガリで行われた。このうち、ブゲラはツチ族だが北キヴ州出身、ニンダガはブカヴの出身だがムシ族(Mushi)とツチ族の混血で、AFDLのリーダーの中にバニャムレンゲはいなかったため、深刻なトラブルの種となった。後年になって、バニャムレンゲは、AFDLから疎外されているという感情を持つようになり、自分達はAFDLに利用されたのだと感じ出したからである。
10月25日、反乱軍はコンゴ・ザイール解放民主勢力連合(AFDL)の結成を発表した。AFDLは、ウヴィラを占領した後も北上を続け、10月30日にはブカヴを、11月1日にはゴマを陥落させ、南キヴ州に限定された紛争から、東部コンゴにまで拡大された紛争に変化した。この後、更にキサンガニ、キンドゥまで兵を進め、最終的には翌年モブツ政権は崩壊した。